# 112th & Central: Through the Eyes of the Children
112th & Central: Through the Eyes of the Children je americký dokumentární film z roku 1992. Natočil jej režisér Jim Chambers, který jej rovněž s Vondiem Curtisem-Hallem Halem Hiseyem produkoval. Zaměřuje se na nepokoje, které se odehrály v Los Angeles roku 1992. Různé osobnosti ve snímku provázejí mládež z okrajových částí do míst, kde nepokoje probíhaly. Provázená mládež zpovídá různé osoby (často příbuzné či známé), kterých se nepokoje dotknuly. Rovněž mluví se členy gangů či ženou, jejíž synovec byl údajně zabit policisty. Autorem originální hudby k filmu je jazzový pozounista a skladatel Delfeayo Marsalis.